# Anoplotettix emeljanovi
Anoplotettix emeljanovi är en insektsart som beskrevs av Abdul-nour 2006. Anoplotettix emeljanovi ingår i släktet Anoplotettix och familjen dvärgstritar. Inga underarter finns listade i Catalogue of Life.